# Hartsville (Carolina del Sur)
Hartsville es una ciudad ubicada en el condado de Darlington en el estado estadounidense de Carolina del Sur. La ciudad en el año 2000 tiene una población de 7.556 habitantes en una superficie de 13 km², con una densidad poblacional de 586 hab/km². 

## Geografía
Hartsville se encuentra ubicada en las coordenadas 34°22′10″N 80°4′51″O / 34.36944, -80.08083. Según la Oficina del Censo, la ciudad tiene un área total de 13 km² (5 mi²), de la cual 12,9 km² (5 mi²) es tierra y 0,1 km² (0 mi²) (0.60%) es agua.

### Localidades adyacentes
El siguiente diagrama muestra a las localidades en un radio de 24 kilómetros (14,9 mi) de Hartsville.

## Demografía
En el 2000 la renta per cápita promedia del hogar era de $26.063, y el ingreso promedio para una familia era de $38.877. El ingreso per cápita para la localidad era de $19.318. En 2000 los hombres tenían un ingreso per cápita de $42.225 contra $22.583 para las mujeres. Alrededor del 25.80% de la población estaba bajo el umbral de pobreza nacional. 